# MTRF1L
MTRF1L‏ (Mitochondrial translational release factor 1 like) هوَ بروتين يُشَفر بواسطة جين MTRF1L في الإنسان.<ref name="entrez">